# Nasty
"Nasty" – pierwszy singel brytyjskiego zespołu the Prodigy z nadchodzącego szóstego albumu studyjnego The Day is My Enemy, który miał premierę 12 stycznia 2015 w radiu Zane'a Lowe'a. Singel zapowiedziany został 29 grudnia 2014 na oficjalnych profilach zespołu na Facebook i Instagram.

## Lista utworów
Nasty (Remixes)
1. "Nasty"  (Edit)
2. "Nasty" (Zinc Remix) - 4:11
3. "Nasty" (Spor Remix) - 5:09
4. "Nasty" (Onen Remix) - 3:57
5. "Nasty" (Instrumental)
6. "Nasty" (Original Mix)